# Valožyn
Valožyn (bělorusky Валожын, rusky Воло́жин – Voložin) je město v Minské oblasti v Bělorusku. K roku 2009 měl jedenáct tisíc obyvatel.

## Poloha
Valožyn leží na říčce Valožynce, přítoku Islače v povodí Němenu. Od Minsku, hlavního města státu, je vzdálen přibližně 75 kilometrů severozápadně.

## Dějiny
První písemná zmínka je z roku 1440. Tehdy byla ves v majetku rodiny Tyszkiewiczů a příslušela k Litevskému velkoknížectví. Při druhém dělení Polska v roce 1793 připadl Valožyn ruskému impériu. Během Polsko-sovětské války Valožyn dobyly polské jednotky v roce 1919 a následně v roce 1921 v rámci Rižského míru připadl Druhé polské republice.
V září 1939 obsadily Valožyn v souladu s Ribbentropovým–Molotovovým paktem jednotky Rudé armády a byl včleněn do Sovětského svazu.
V červenci 1941 dobyly Valožyn v rámci operace Barbarossa jednotky německé armády a držely jej až do července 1944, kdy jej dobyla zpět Rudá armáda. Po konci druhé světové války byl Valožyn začleněn do Běloruské sovětské socialistické republiky.
Před válkou byla většina ze zhruba 5600 obyvatel židovská. Zhruba tři tisíce zdejších Židů bylo následně Němci během okupace zavražděno.